# Mohamed Oufkir
Generál Mohammad Oufkir (Ufkír) (1920?, Rabat – 16. srpna 1972) byl marocký berberský politik.

## Život
Jako pravá ruka krále Hasana II. v šedesátých a sedmdesátých letech byl ministrem vnitra. V roce 1971 došlo k pokusu o státní převrat. V průběhu oslav královských narozenin vnikli do paláce ve Skirátu studenti dvou ročníků královského učiliště pro poddůstojníky. Povraždili stovky hostů a příslušníků dvora. Duší tohoto spiknutí byl generál Madbúch. Po této události byl generál Oufkir jmenován ministrem obrany a do čela hlavního štábu královského letectva. Dozíral na armádu a policii. Silou potlačil politické protesty pomocí policie a vojenských složek. Následujícího roku došlo k dalšímu pokusu o státní převrat. Dne 16. srpna 1972 bylo královo letadlo vracející se z Paříže pronásledováno stíhačkami F5 marocké armády. Král bezpečně přistál na letišti v Rabatu. Ihned potom byl generál za nejasných okolností zabit pěti výstřely. Oficiální marocké zdroje uvádějí, že generál spáchal sebevraždu.
Členové generálovy rodiny: manželka Fatema Oufkir, děti Malika (18 let), Abdellatif (2 roky), Muna-Inan (změnila si jméno na Maria) (9 let), Sukaina (10 let), Raúf a Myriam byli uvězněni spolu s Ašurou a Halimou (původně služebnými), které se dobrovolně rozhodly zůstat s rodinou. V nelidských podmínkách strávili ve vězení 15 let. V roce 1987 se některým z nich podařilo utéct a kontaktovat redaktora pařížského RFI. Poté se celá rodina ocitla v domácím vězení, kde strávili dalších čtyři a půl let. Většině rodiny bylo povoleno odcestovat s Maroka, manželka Fatema s nejmladším synem Abdellatifem jsou stále v Maroku.

## Vyznamenání
- rytíř Řádu čestné legie – Francie, 1947
- důstojník Řádu čestné legie – Francie, 1949
- Croix de guerre 1939–1945 – Francie
- Válečný kříž za operace na vnějších bojištích – Francie[3]
- Stříbrná hvězda – Spojené státy americké[4]